# فاطمه صادقی (بازیکن فوتبال)
فاطمه صادقی بازیکن تیم لیگ برتری راه‌یاب ملل سنندج است. او از سال ۱۳۸۰ شروع به بازی فوتبال کرد و از سال ۱۳۸۴ به لیگ برتر بانوان کشور پیوست.

## تیم‌های سابق
ون کردستان (۸۵–۸۴)
تربیت کردستان (۸۶–۸۵)
چیلان سازه کرد کردستان (۸۸–۸۶)
بنتا آبیدر (۹۱–۸۸)
همیاری ارومیه (۹۲_۹۱)
شهرداری سنندج (۹۴–۹۲)
راه‌یاب ملل سنندج (اکنون_۹۴)

## افتخارات
فاطمه صادقی دو دوره به اردوی تیم ملی دعوت شده‌است.